# Ana María Abello
Ana María Abello (Bogotá, 4 de octubre de 1979) es una actriz colombiana, reconocida principalmente por haber interpretado a Fabiana en la popular serie de televisión Padres e hijos.

## Biografía
Su debut televisivo fue en 1998, en la serie de televisión colombiana Padres e hijos. A partir de entonces ha participado en reconocidas series de televisión en su país natal como La baby sister, María Madrugada, Francisco el matemático y La magia de Sofía.

## Filmografía

### Televisión
- Padres e hijos (1998) — Fabiana
- La baby sister (2000) — Catalina
- María Madrugada (2001) — Judy
- El precio del silencio (2002) — Catalina
- La venganza (2003) — Adoración
- Francisco el matemático (2004) — Mariana
- La sucursal del cielo (2007) — Judy
- La magia de Sofía (2010) — Leonor
- Infiltrados (2011)
- ¿Quién mató a Patricia Soler? (2015) —